# A magyar botanika története
A botanika a gyógyítók és füvesemberek szájról szájra adott ismerete volt, ami később - sajnos általában a népi ismeretektől függetlenül -  alaki jellemzőkre összpontosító tudományos igényű felmérésre került. Fő vizsgálati területe a Pannonicum flóratartomány elemei.

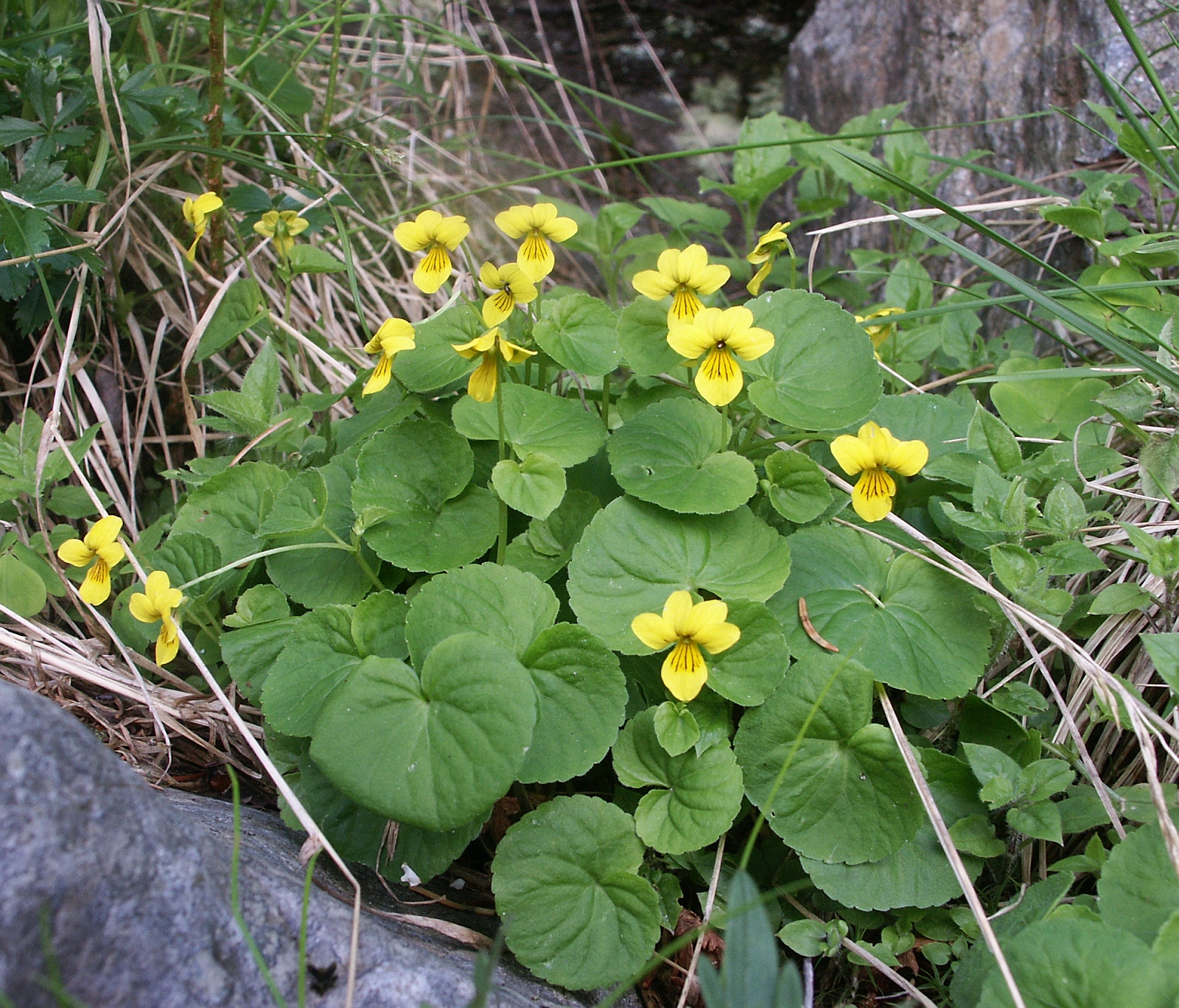
Hegyvidékeken előforduló, ritka sárga ibolya

## Botanikai nyelvemlékek
A nyelvészek és történészek  finnugor hagyatéknak tekintik a fagyal, fenyő, fűz, hárs, mogyoró, nyár, nyír, szil, sás, nád, szeder, tapló, hagyma, köles, len és gabona neveket, valamint az olyan általános növényzeti fogalmakat mint: fű, fa és az olyan növényi részek megnevezését mint: gyökér, tő, kéreg , ág, levél, rügy. A bolgár-török és alán népek hatássát mutatják következő szavaink: alma, körte, szőlő, som, kökény, gyümölcs; árpa, búza, borsó, kender, komló, torma; gyopár, kökörcsin, kikerics, bojtorján, cökény, csalán, gyékény, káka, kolokán, üröm; kocsány, kóró; gyertyán, gyürü, hanga, kőris. Csuvas szóból származtatják a dió, iráni kurdból a birs, alánból a kert, asz (Aszlár, Eszlár), asszony és gazda, oszétból a tölgy és makk szavainkat.

## Botanika Magyarországon
Az első magyar füveskönyvet Méliusz Juhász Péter (1532-1572) debreceni református lelkész adta ki Herbarium az füveknek nevekről, természetekről és hasznairól címmel. Könyve Adam Lonitzer Herbariumán alapult, és bár kiegészítette magyarországi növényekkel is, ő maga nem volt botanikus. Beythe István (1532–1612) 1583-ban összeírta a növények magyar és latin neveit és Stirpium nomenclator Pannonicus Németújváron adta ki. Fia, a szintén református pap Beythe András (1564-1599) Melius könyvére alapozva szintén írt egy népszerű füveskönyvet.
Kitaibel Pál  1799-től több mint ezerkétszáz napot töltött terepen, eközben mintegy 20 ezer kilométert járt be a Kárpát-medencében. Közel 150 növényfaj első tudományos leírója. Halála után a herbárium 15000 lapnyi hagyatékát  Jávorka Sándor dolgozta fel 1926 és 1936 között, és ez lett a később önállóvá váló Magyar Természettudományi Múzeum növénytárának alapja.
Andrasovszky József munkássága az 1910-es évektől a szőlőfajták tudományos rendszerezése és feldolgozása területén alapvető. 
Az 1930-as évektől Lengyel Géza mint a virágzás szaktekintélye jelentősen hozzájárult a méhészeti növénytan magyarországi megalapozásához.
Terpó András 1987-ben kiadott, kétkötetes növényrendszertani munkája (Növényrendszertan az ökonómbotanika alapjaival I–II.), mely ma is korszerűnek tekinthető.